# جنبش‌های احیای شیلا
جنبش‌های احیای شیلا به مجموعه‌ای از قیام‌ها در استان یئونگ‌نام در کره طی قرن دوازدهم میلادی، و در دوره میانی سلسله گوریو اشاره دارد. این شورش‌ها با هدف احیای پادشاهی شیلا، یکی از سه پادشاهی باستانی کره که توسط گوریو منقرض شده بود، شکل گرفتند. از جمله این قیام‌ها می‌توان به شورش‌های تحت رهبری یی اوی-مین در سال ۱۱۸۶،کیم سامی در سال ۱۱۹۳، و همچنین شورش‌های دیگری که در سال ۱۲۰۲ رخ دادند، اشاره کرد. تمامی شورش ها به دست دودمان گوریو سرکوب گشت. 

## جنبش احیای یی اویی-مین و کیم سامی
با وجود گذشت نزدیک به سه قرن از حکومت گوریو، وفاداری به پادشاهی باستانی شیلا و سنت‌های آن همچنان در منطقه کیونگجو ریشه‌دار بود.این حس وفاداری، جرقه‌ای برای قیام‌هایی شد که هدفشان احیای شیلا بود.
در سال ۱۱۸۶، یی اوی-مین شورشی را با هدف سرنگونی حکومت گوریو و بازگرداندن شیلا آغاز کرد، اما تلاش او بی‌نتیجه ماند. با این حال، پسرش و همکارش، کیم سا-می، در سال ۱۱۹۳ مسیر یی اوی-مین را دنبال کرده و قیام دیگری را به راه انداختند. شورشیان تحت رهبری او صراحتاً اعلام کردند: "حکومت گوریو کاملاً به پایان رسیده است. شیلا باید احیا شود." این شورش در نهایت در سال ۱۱۹۴ و در نبرد میلسونگ سرکوب شد؛ نبردی که به کشته شدن بیش از ۷۰۰۰ شورشی انجامید.

## ادامه جنبش ها
در سال ۱۲۰۲، قیام‌های دیگری نیز با هدف احیای شیلای قدیم در مناطق مختلف آغاز شد. در این سال، سربازان، راهبان و دهقانان در شهرهای گیونگجو، چونگدو، اولچین و اولسان شورش کردند. این شورشیان حدود دو سال درگیر نبردهای شدیدی با نیروهای دولتی بودند،سرانجام تمامی آنها سرکوب گشتند و آرامش به سراسر کره بازگشت.

## همچنین ببینید
- تاریخ کره
- تاریخ نظامی کره
- سه پادشاهی بعدی کره